# Африкија ервејз
Африкија ервејз (арап. الخطوط الجوية الأفريقية‎) је авио-компанија са седиштем у Триполију, Либија.
Африкија ервејз саобраћаја на домаћим и међународним дестинацијама по Африци, Европи, Азији и Блиском истоку, углавном из Триполија или Бенгазија. Главно чвориште авио-компаније налази се на Међународном аеродрому Триполију.
Африкија на арапском језику значи „афрички“. На логоу компаније као и на реповима авиона у флоти написани су бројеви 9.9.99, који означавају датум потписивања Сиртске декларације.
Африкија ервејз ја чланица Организације арапских авио-компанија као и ИАТА-е.